# Leichtathletik-Weltmeisterschaften 2013/Teilnehmer (Chile)
| Gelbes Symbol für Goldmedaillen mit stilisierten Olympischen Ringen | Graues Symbol für Silbermedaillen mit stilisierten Olympischen Ringen | Braundes Symbol für Bronzemedaillen mit stilisierten Olympischen Ringen |
| ------------------------------------------------------------------- | --------------------------------------------------------------------- | ----------------------------------------------------------------------- |
| —                                                                   | —                                                                     | —                                                                       |

Der Leichtathletik-Verband Chiles stellte fünf Teilnehmerinnen und zwei Teilnehmer bei den Leichtathletik-Weltmeisterschaften 2013 in der russischen Hauptstadt Moskau.

## Ergebnisse

### Männer

#### Laufdisziplinen
| Athlet       | Disziplin   | Vorlauf | Vorlauf | Halbfinale | Halbfinale | Finale    | Finale |
| Athlet       | Disziplin   | Zeit    | Platz   | Zeit       | Platz      | Zeit      | Platz  |
| ------------ | ----------- | ------- | ------- | ---------- | ---------- | --------- | ------ |
| Yerko Araya  | 20 km Gehen |         |         |            |            | 1:24:42 h | 22     |
| Edward Araya | 50 km Gehen |         |         |            |            | DSQ       | DSQ    |

### Frauen

#### Laufdisziplinen
| Athletin        | Disziplin | Vorlauf | Vorlauf | Halbfinale         | Halbfinale         | Finale             | Finale             |
| Athletin        | Disziplin | Zeit    | Platz   | Zeit               | Platz              | Zeit               | Platz              |
| --------------- | --------- | ------- | ------- | ------------------ | ------------------ | ------------------ | ------------------ |
| Isidora Jiménez | 200 m     | 24,06 s | 40      | nicht qualifiziert | nicht qualifiziert | nicht qualifiziert | nicht qualifiziert |
| Érika Olivera   | Marathon  |         |         |                    |                    | DNF                | DNF                |

#### Sprung/Wurf
| Athletin       | Disziplin   | Qualifikation | Qualifikation | Finale             | Finale             |
| Athletin       | Disziplin   | Weite         | Platz         | Weite              | Platz              |
| -------------- | ----------- | ------------- | ------------- | ------------------ | ------------------ |
| Macarena Reyes | Weitsprung  | 5,93 m        | 29            | nicht qualifiziert | nicht qualifiziert |
| Natalia Ducó   | Kugelstoßen | 18,28 m       | 8             | 18,02 m            | 11                 |
| Karen Gallardo | Diskuswurf  | 57,03 m       | 18            | nicht qualifiziert | nicht qualifiziert |